# بجزيلا
بجزيلا (بالإنجليزية: Bugzilla)‏ متعقب أخطاء Bugs عام الأغراض يعمل على الوب تم تطويره واستعماله من قبل مشاريع موزيلا. تم إطلاقه كبرنامج مفتوح المصدر من قبل نتسكيب عام 1998، وتستعمله العديد من المنظمات كمتعقب أخطاء للبرمجيات المجانية والاحتكارية. بجزيلا مرخص تحت رخصة موزيلا العمومية.

## وضلات خارجية
- بجزيلا على موقع Open Hub (الإنجليزية)
- بجزيلا على موقع Free Software Directory (الإنجليزية)